# Gregorio Alicata
Gregorio Alicata (Giarre Riposto, 14 aprile 1940) è un pianista, cantante e compositore italiano.

## Biografia
Vissuto nel suo comune natale Riposto fino all'età di 18 anni, esibendosi nei migliori locali di Taormina, si trasferì a Roma dove fu notato da Edoardo Vianello (allora agli esordi, ma già cantante di successo con Il capello) che lo inserì nel suo gruppo. Dopo due anni con Vianello compose su testo di Carlo Rossi Tremarella (1964), grandissimo evergreen che per mesi spopolò nella hit-parade (e che negli anni novanta è stato re-inciso dal gruppo torinese Persiana Jones e le Tapparelle Maledette).
A questo punto si staccò da Vianello per tentare nuove strade.
Si trasferì a Milano dove incise, per la casa discografica Junior, del gruppo Lord, Ho compiuto 21 anni (con lo pseudonimo Piero Alicata), brano molto programmato dalla Rai (1965). Nello stesso anno fu mandato dalla Lord in Argentina ed Uruguay per una tournée di un mese insieme a Mara Del Rio, riscuotendo un buon successo.
Per il cantautore Remo Germani compose il brano Il trombone. Nel frattempo conobbe il giovanissimo Franco Battiato, suo compaesano, e lo incoraggiò a raggiungerlo a Milano. Con Battiato decisero di tentare un sodalizio formando il duo "Gli ambulanti", esibendosi davanti alle scuole e nei cabaret. Furono notati da Giorgio Gaber, che li propose alla Dischi Ricordi, ma il contratto non fu mai formalizzato, e Battiato iniziò la propria carriera di solista, con il brano Triste come me di Alicata e dello stesso Battiato.
Come pianista-cantante, Alicata continuò la propria attività nei migliori alberghi di Roma, Tokio, Teheran e Città del Messico.
Nel 2003 Battiato gli offrì una piccola parte nel suo primo film da regista, Perdutoamor, in cui interpretò se stesso e cantò un suo brano stile anni sessanta, Quando piove sulla spiaggia, pubblicato dalla Sony nel CD della colonna sonora del film.
Nel 2022 in occasione dell’anniversario della morte di Franco Battiato avvenuta un anno prima il 18 maggio, Rai 1 ha mandato in onda un docufilm con la regia di Angelo Bozzolini regista emergente di valore, con tantissimi ospiti legati al grande Franco.
Il titolo è “l’importanza di essere Franco” e c’è fra l’altro una lunghissima intervista a Gregorio Alicata legata agli esordi di Franco quando avevano costituito il duo “Gli Ambulanti” prodotti da Giorgio Gaber con la presentazione di un brano dell’epoca ”Quando Giravi Le Strade“, e foto inedite.
Tantissimi particolari sconosciuti dei suoi esordi vengono così svelati.

## Discografia parziale

### 45 giri
- 1964: Ho compiuto 21 anni/Vai via da me (Junior (casa discografica), JR 1001)
- 2003:  Quando piove sulla spiaggia dalla colonna sonora del film Perdutoamor di Franco Battiato, (Sony music)